# Rome (Iowa)
Rome è un comune degli Stati Uniti d'America, situato nello Stato dell'Iowa, nella contea di Henry.

## Geografia fisica
Si trova sulla riva nord del fiume Skunk. Secondo lo United States Census Bureau ha un'area di 0.34 km² di solo terreno.

## Storia
Rome è nata nel 1846. Nel 1866 acquistò terreni lungo il fiume Skunk per collegarsi alla Chicago, Burlington and Quincy Railroad.

## Geografia fisica
Secondo lo United States Census Bureau ha un'area di 0.34 km² tutti di terra. È sito a sulla riva nord del fiume skunk